# این هفته
این هفته در تهران با نام اختصاری این هفته نشریه‌ای بود که در سال ۱۳۴۹ تا ۱۳۵۱ در تهران منتشر می‌شد. این نشریه را نخستین و تنها نشریه پورن در ایران می‌دانند.

## انفجار دفتر مجله
۱۲ اردیبهشت ۱۳۵۱، بمبی در دفتر مجله در خیابان فردوسی منفجر شد و چند نفر در این حادثه مجروح شدند. اعضای سازمان مجاهدین خلق، مسئولیت این انفجار را بر عهده گرفتند. مرتضی الویری از مسئولان بعدی جمهوری اسلامی هم در این بمب‌گذاری دست داشت.